# Santuario di Mariazell
Il santuario di Mariazell è il santuario più importante dell'Austria ed uno dei più importanti d'Europa. È costituito da una basilica dedicata alla Natività della Beata Vergine Maria e contiene una scultura lignea della Madonna, oggetto di venerazione fin dal XII secolo. La chiesa ha, dal novembre del 1907, la dignità di basilica minore.
Nel 1103 la località ove sorge Mariazell fu donata al monastero benedettino di St. Lambrecht, i cui monaci iniziarono a costruirvi delle capanne. Secondo la leggenda la fondazione del santuario risale a prima del 1157, tuttavia Mariazell fu citata per la prima volta nel 1243. Nel 1266 fu consacrato uno degli altari.

## Storia e descrizione

### La Basilica della Natività di Maria

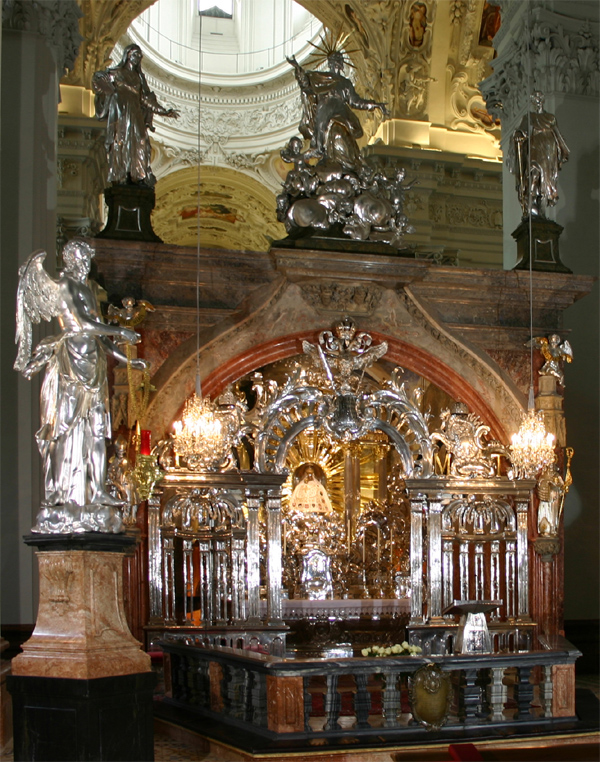
Cappella della Grazia

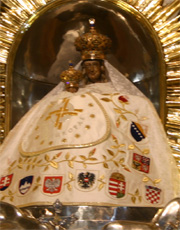
Immagine della Madonna Magna Mater Austriæ

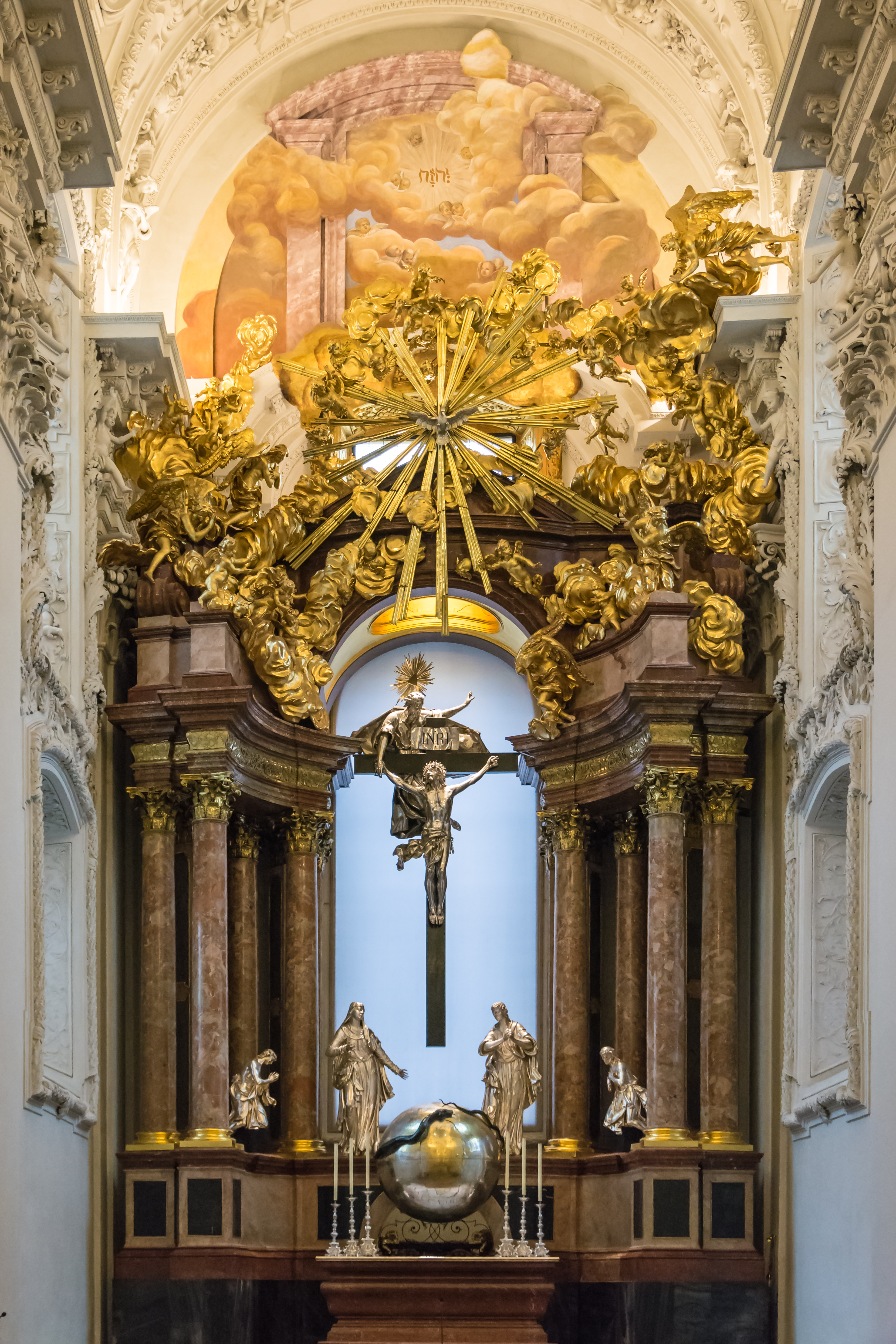
Altare maggiore

Nel XIV secolo sorse una chiesa di stile gotico con un portale ad arco a sesto acuto ed una torre campanaria alta 90 m (l'attuale torre mediana, nella quale si trova oggi appesa una grossa campana del peso di 5702 kg,  installata nel 1950).
Il portale principale mostra nel suo timpano la terza leggenda sulla fondazione del santuario: la vittoria del re Luigi I d'Ungheria sul preponderante esercito turco e il dono votivo del re alla Madonna, la rappresentazione della camera del tesoro.

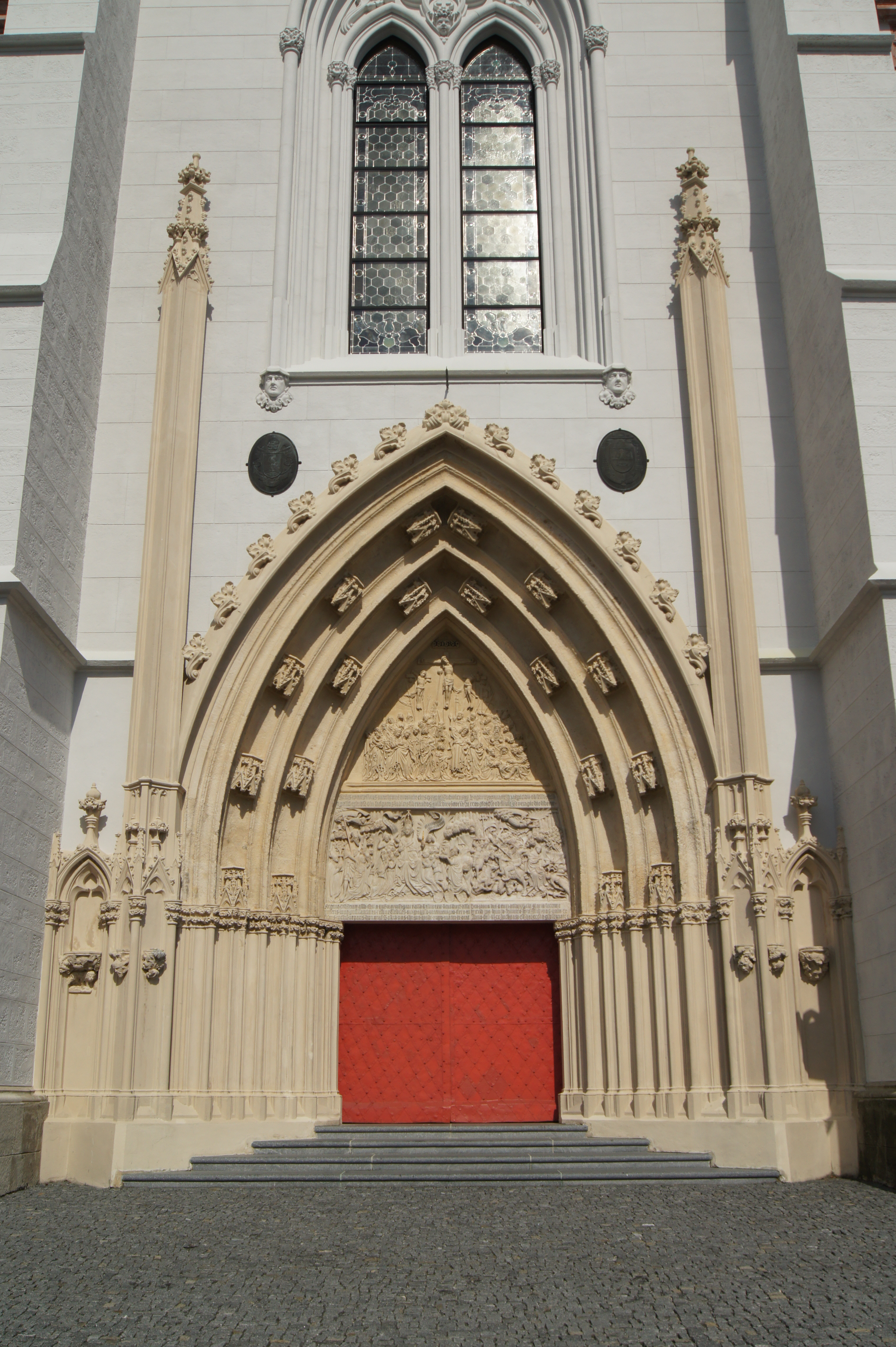
Portale principale
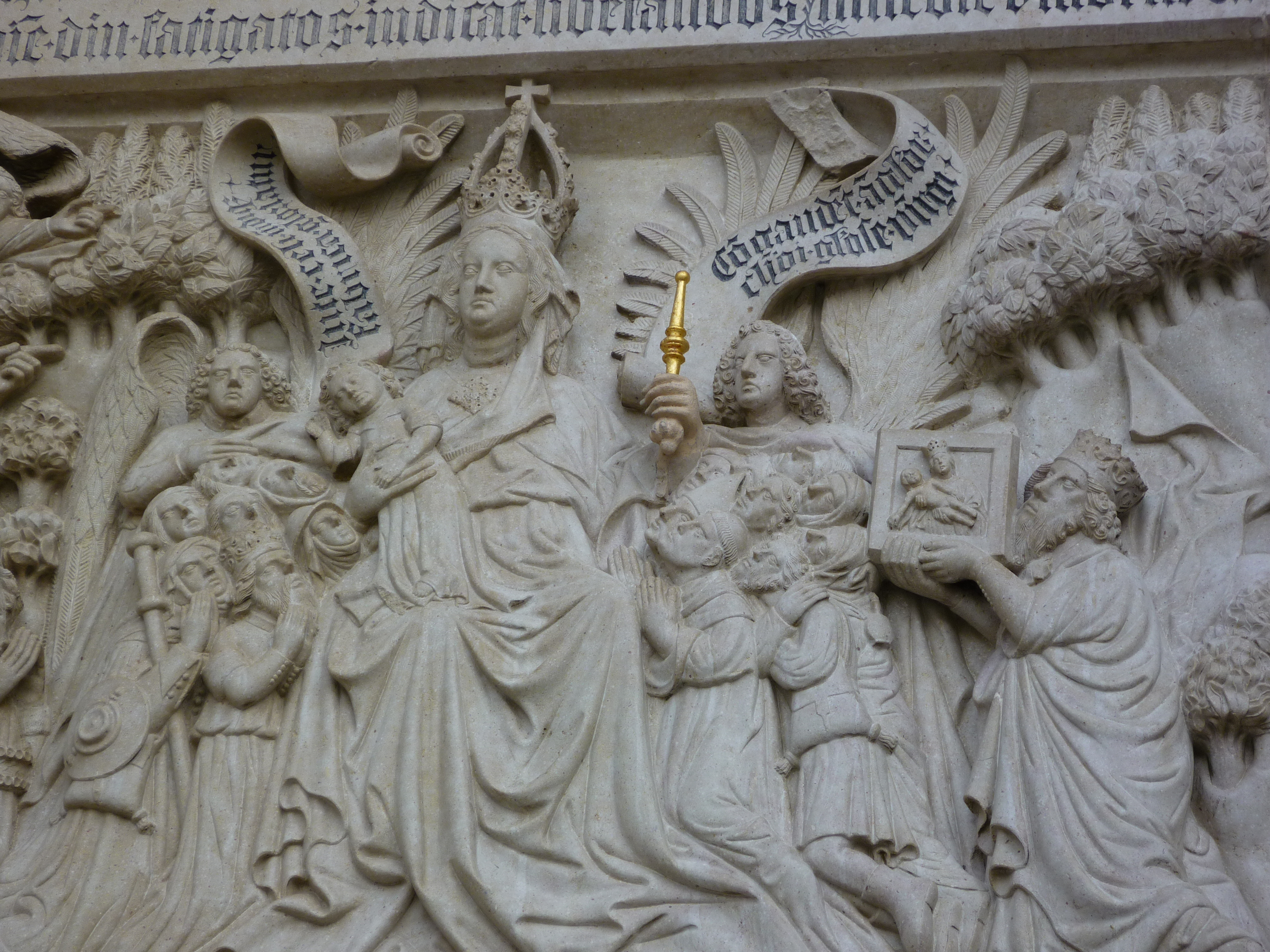
Dono votivo di Luigi I d'Ungheria alla Madonna: la camera del tesoro.
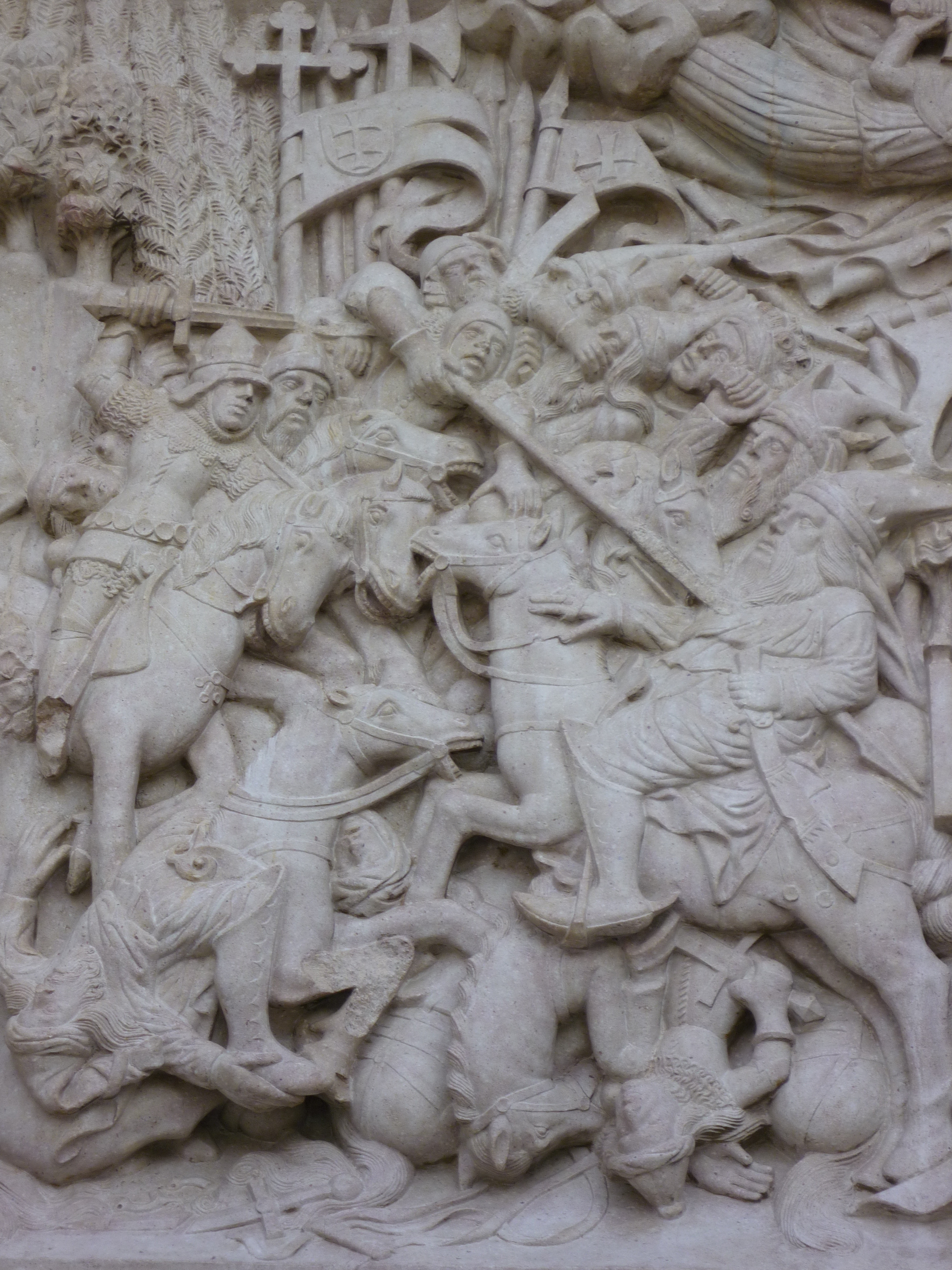
La rappresentazione della vittoria ungherese sui turchi

Nel 1420 e nel 1474 la basilica venne danneggiata dagli incendi.
Dal 1644 al 1683 l'edificio religioso venne ampliato e ristrutturato in stile barocco dall'architetto svizzero Domenico Sciassia. Ai lati della torre gotica vennero erette due torri barocche, la navata centrale allungata ed allargata e ad est fu aggiunta una cupola. Nel 1704 venne consacrato l'altare maggiore, progettato da Johann Bernhard Fischer von Erlach.
Gli altari delle dodici cappelle laterali sono in stile barocco. La decorazione plastica del matroneo e la sede dell'organo sono opera dello scultore viennese Johan Wagner (1740).
Di fronte al portale principale si trovano due statue, opera di Balthasar Moll del 1757, rappresentanti: quella di sinistra il re Luigi I d'Ungheria, e quella di destra il margravio di Moravia Enrico.

### La cappella della Grazia e l'immagine mariana
La Cappella della Grazia, eretta nel 1690 in luogo dell'antica, prima, capanna, è rimasta tale ancor oggi. È in questa cappella che viene conservata la statua tardo-romanica della Madonna, Magna Mater Austriæ, detta anche Madonna delle campane, scolpita in legno di tiglio.

## Sviluppo del santuario
Già nel XII secolo i pellegrini dovevano affluire sul luogo. Tuttavia i primi documenti attestanti l'affluenza di un gran numero di pellegrini risalgono agli anni 1330.
Alcuni tribunali laici comminavano, come punizione per un reato, un pellegrinaggio. Negli anni seguenti i pellegrini aumentarono, provenienti anche dagli stati confinanti. Dopo la controriforma, gli asburgo elevarono la basilica di Mariazell a santuario nazionale.
L'imperatore Giuseppe II sciolse nel 1783 tutte le confraternite di Mariazell e nel 1787 proibì del tutto i pellegrinaggi. Dopo il successivo ritiro delle limitazioni, le visite di pellegrinaggio ripresero vivacemente, raggiungendo ad oggi il numero di circa un milione di pellegrini all'anno.
Nel maggio del 2004 ebbe luogo a Mariazell la conferenza cattolica mitteleuropea. Mariazell è così amata, che è noto, fra l'altro, il pellegrinaggio compiuto dall'ex cancelliere federale Alfred Gusenbauer (SPÖ) in adempimento ad un suo voto, nella primavera del 2007.
Con la visita apostolica di papa Benedetto XVI in Austria in occasione dell'850º anniversario della fondazione, avvenuta nel 2007, il santuario ricevette il riconoscimento pontificio della Rosa d'oro.

## Racconti tradizionali
Attualmente sono vivi tre racconti riguardanti il santuario

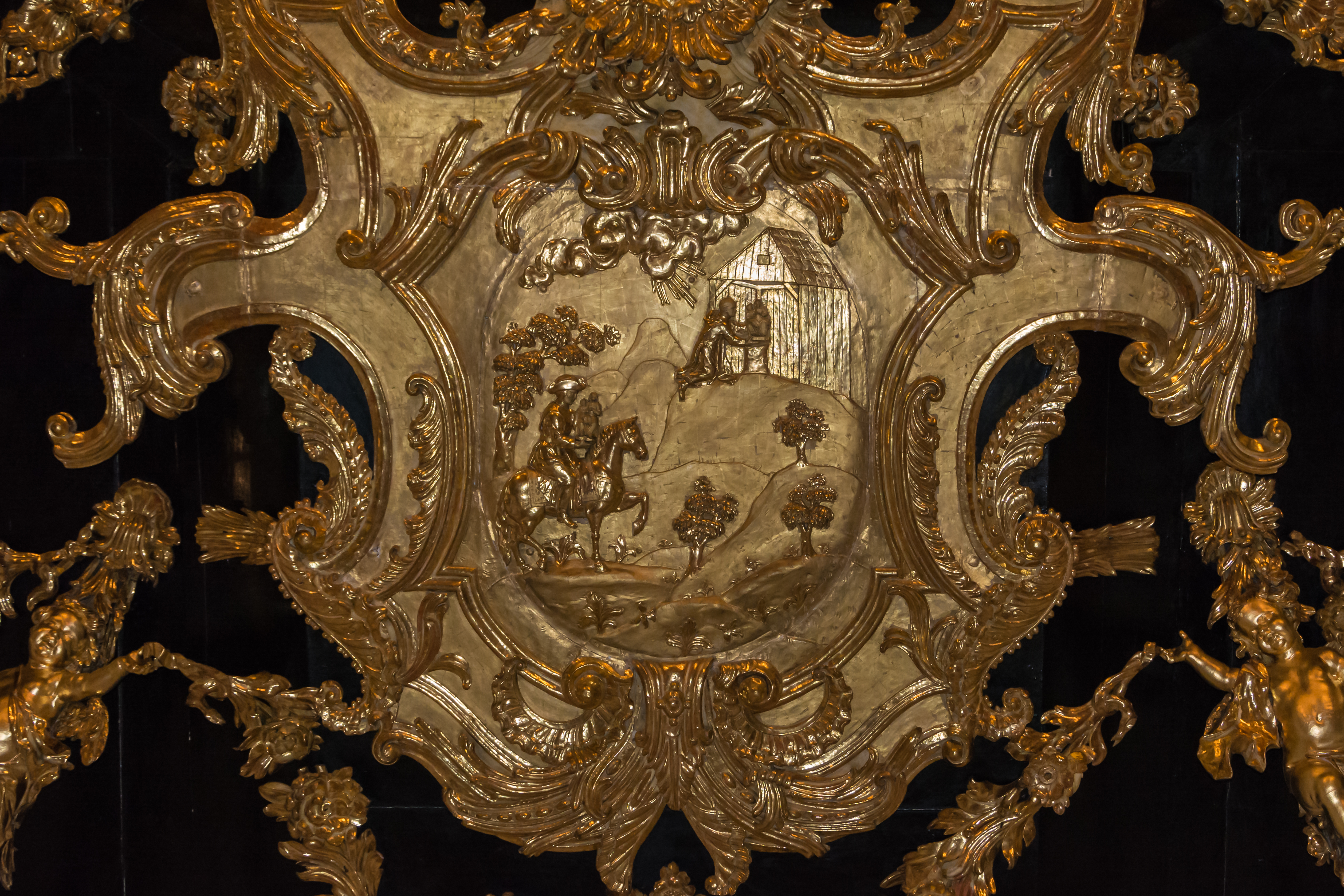
Il racconto principale su Mariazell: il monaco Magnus, rilievo sulla sede dell'organo

Il primo racconto narra che nel 1157 il monaco Magnus, del convento di Sankt Lambrecht, venne inviato nella zona dell'attuale santuario come pastore di anime. Quando una roccia gli sbarrò la strada, egli posò l'immagine della Madonna, che aveva con sé, la roccia si franse e la strada divenne libera. Egli si stabilì sopra un'altura vicina, pose l'immagine della Madonna su un tronco d'albero e vi eresse una capanna in legno, che fungeva per lui da cappella e da abitazione nello stesso tempo.
Il secondo racconto narra del margravio di Moravia Enrico che, guarito da una grave forma di gotta, grazie all'aiuto della Madonna di Mariazell, compì con la sua consorte, in segno di ringraziamento, il pellegrinaggio fino alla cappella lignea e verso il 1200 vi fece erigere la prima chiesa in pietra.
Il terzo racconto narra della battaglia vinta dal re ungherese Luigi I contro un esercito turco molto più numeroso. In ringraziamento egli fece erigere la chiesa gotica e fece dono della Camera del tesoro, la cui immagine gli sarebbe comparsa in sogno.

### La catena del Rosario libera l'Austria dal comunismo
Il Santuario è legato ai drammatici fatti accaduti a Vienna nel decennio tra il 1945 e il 1955. Mentre gli inglesi, esperti e pragmatici, avrebbero voluto contenere l'Urss a Est, l'insipienza americana fermò i suoi carri armati in vista di Berlino per permettere a Stalin di dilagare nell'Europa orientale, occupando anche l'Austria. Il Paese fu diviso in quattro zone, sul modello della Germania, ma quella riservata ai russi era la più importante e vasta, era quella dove stava la capitale stessa. Il ministro degli esteri, quel Molotov che aveva firmato il trattato con Hitler, permettendogli così di scatenare la guerra, disse e ripeté che "Mosca mai si sarebbe ritirata" da ciò che aveva occupato e tutti si aspettavano che, come a Praga e a Budapest, i comunisti organizzassero un colpo di Stato per andare da soli al potere nell'intera Austria. Le stesse cancellerie occidentali sembravano rassegnate. Opporsi significava quasi certamente scatenare una nuova guerra.
Ma non si rassegnò un francescano, padre Petrus, che, tornato dalla prigionia proprio in Urss (e avendo conosciuto quindi sulla sua pelle l'orrore di quel regime), andò in pellegrinaggio nel santuario nazionale austriaco, a Mariazell, per avere ispirazione sul che fare per la sua Patria. Lì, fu sorpreso da una voce interiore, una locuzione interna, che gli disse: «Pregate tutti, tutti i giorni, il rosario e sarete salvi». Buon organizzatore, oltre che sacerdote stimato, padre Petrus promosse una "Crociata nazionale del Rosario", nello spirito esplicito di Fatima, che in breve tempo raccolse milioni di austriaci, compreso lo stesso presidente della Repubblica, Leopold Figl. Giorno e notte, grandi gruppi di fedeli si riunivano, spesso all'aperto, nelle città e nelle campagne recitando la corona e la stessa Vienna era percorsa da imponenti processioni mariane, sorvegliate con ostilità dall'Armata Rossa.
Gli anni passavano senza che l'occupazione cessasse, ma il popolo non si stancava di pregare la Madonna di Fatima. Ed ecco che nel 1955, all'improvviso, il Cancelliere austriaco fu convocato a Mosca, dove fu ricevuto al Cremlino dal Soviet Supremo. Qui, gli fu comunicato che l'Urss aveva deciso di ritirare le sue truppe e di ridare all'Austria la piena indipendenza. In cambio poneva una sola condizione, che le autorità del Paese che veniva liberato accettarono di buon grado: un "impegno di neutralità" che, tra l'altro, avrebbe portato grandi vantaggi a Vienna, facendola diventare la terza città delle Nazioni Unite dopo New York e Ginevra. I governi occidentali furono colti di sorpresa da una "decisione del tutto inaspettata e unica", sia prima sia dopo: mai, come aveva ricordato Molotov dieci anni prima, mai l'Urss aveva accettato né avrebbe accettato di ritirarsi spontaneamente da un Paese occupato.
Furono stupiti politici, diplomatici, militari, nel mondo intero. Ma non si stupirono coloro che da anni pregavano con la "Crociata del Rosario": in effetti, il giorno in cui la notizia del ritiro fu annunciata a Mosca al Cancelliere era un 13 maggio, l'anniversario dell'inizio delle apparizioni di Fatima. Tanto per completare il quadro, lo sgombero totale dell'Armata Rossa fu fissato dal governo comunista per l'ottobre: tra i generali russi (dispiaciuti di lasciare un Paese così bello e strategicamente così importante) nessuno, ovviamente, sospettava che proprio ottobre è, per la tradizione cattolica che risale ai tempi della battaglia di Lepanto, il mese del rosario.

## Organi
Nella Basilica si trovano quattro organi.

### L'organo viennese

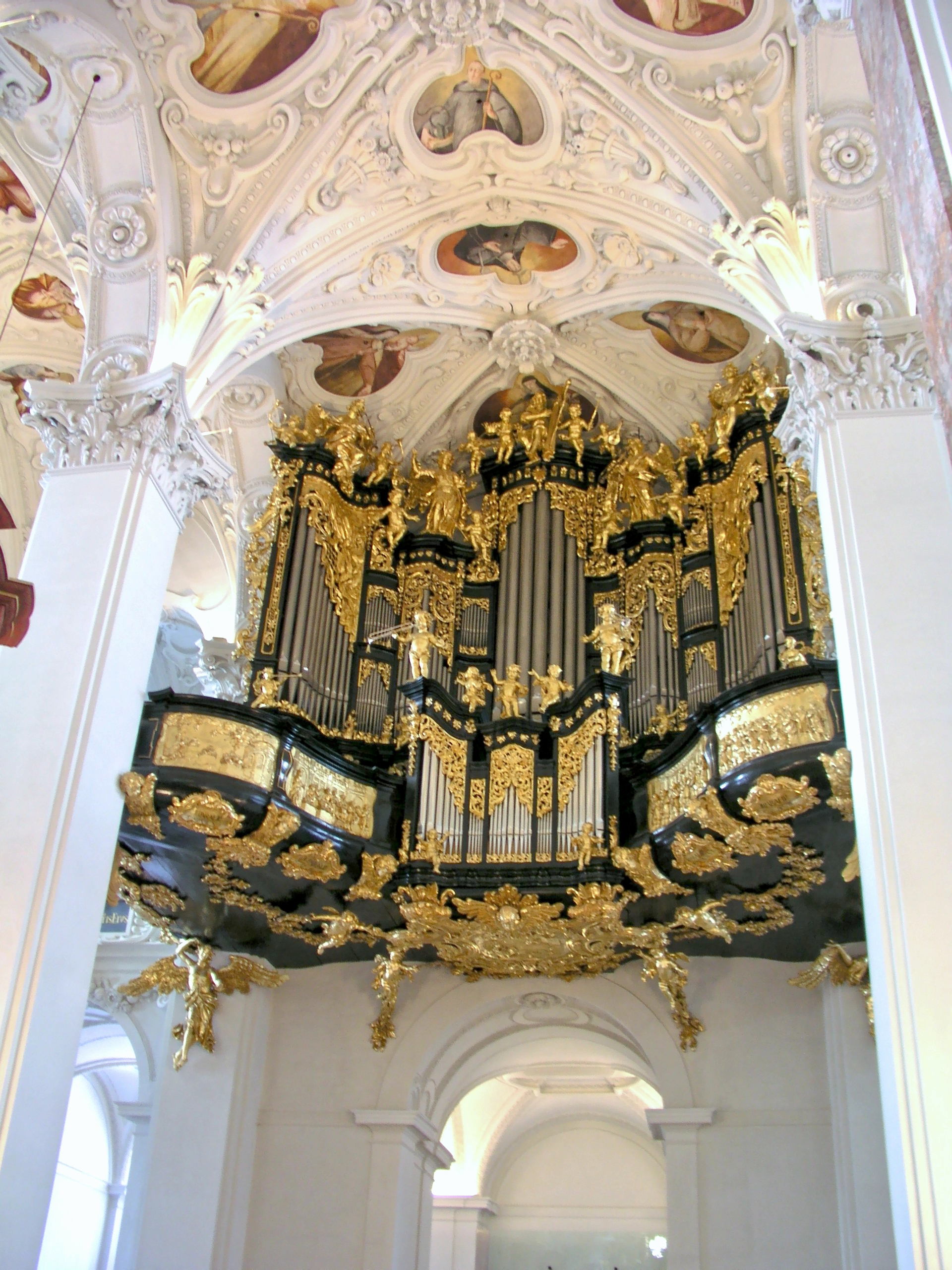
Organo della Basilica

L'attuale alloggiamento del cosiddetto "Organo viennese" sul matroneo lato ovest, con l'immagine decorativa di Johann Wagner, risale al 1739, quando venne installato dal fabbricante di organi Gottfried Sonnholz, nel mentre il vecchio organo del 1689, opera di Christoph Egedacher, fu portato a Sankt Veit am Vogau, ove venne installato nel 1753.
Dopo le ristrutturazioni e ricostruzioni degli anni 1868, 1912, 1929 e 1957, la ditta Mathis di Näfels, in Svizzera, consegnò nel 2003 una nuova opera con 54 registri su tre tastiere e pedaliere, che nell'alloggiamento aveva trovato sistemazione nel 1739.